# Пилойнс (Параиба)
Пилойнс (порт. Pilões) — муниципалитет в Бразилии, входит в штат Параиба. Составная часть мезорегиона Сельскохозяйственный район штата Параиба. Входит в экономико-статистический микрорегион Брежу-Параибану. Население составляет 7731 человек на 2006 год. Занимает площадь 64,447 км². Плотность населения — 120 чел./км².

## История
Город основан 20 августа 1953 года. 

## Статистика
- Валовой внутренний продукт на 2003 год составляет 24 013 601,00 реалов (данные: Бразильский институт географии и статистики).
- Валовой внутренний продукт на душу населения на 2003 год составляет 3093,74 реалов (данные: Бразильский институт географии и статистики).
- Индекс развития человеческого потенциала на 2000 год составляет 0,560 (данные: Программа развития ООН).